# Serranus tabacarius
Serranus tabacarius är en fiskart som först beskrevs av Cuvier 1829.  Serranus tabacarius ingår i släktet Serranus och familjen havsabborrfiskar. Inga underarter finns listade i Catalogue of Life.